# Страна детей
ЗАО «Страна детей» — российская частная компания, сеть детских летних лагерей отдыха и оздоровления. Основана в 2011 году предпринимателем Леонидом Ханукаевым. Как предприятие социального предпринимательства решает проблему массового детского отдыха.

## История
Идея о создании мощной сети лагерей детского отдыха зародилась в 2010 году, главным идеологом проекта выступил строительный девелопер Леонид Ханукаев, в то время занимавшийся возведением курортного кластера «Горки Город», приуроченного к проведению зимних Олимпийских игр в Сочи. «Когда у меня родился сын, я понял, что нужно сделать что-то настоящее, что сможет изменить страну. Я написал заявление об уходе с работы и стал собирать команду проекта строительства самого лучшего места для детей на земле».
Он провёл социологическое исследование, подтвердившее актуальность данного вида бизнеса в России, а в 2011 году зарегистрировал закрытое акционерное общество «Страна детей» и приступил к проектированию комплекса. По его словам, в реализацию проекта было вложено около 20-30 % собственных средств, тогда как остальную часть составили средства частных инвесторов.
Сам Ханукаев отвечал за архитектурную часть проекта, разработку среды, генплана и организацию строительства, тогда как на роль главного вожатого, отвечающего за работу с детьми, был приглашён известный журналист и педагог Филипп Бахтин, бывший главный редактор журнала Esquire, имевший опыт организации менее масштабных детских лагерей «Камчатка». Бахтин разработал творческую концепцию лагеря, в соответствии с которой каждый день ребёнок должен заниматься новым видом деятельности (кино, музыка, рисование, цирк, исследования), получая за достижения призовые очки и награды. Для организации питания руководство привлекло известного ресторатора и шеф-повара Анатолия Комма. При организации появился собственный благотворительный фонд, возглавляемый Яной Берсеневой, предоставляющий льготные условия для инвалидов, детей-сирот и детей из малообеспеченных семей.
В марте 2013 года началось строительство пилотного лагеря «Страна детей — Бородино» в Можайском районе Московской области недалеко от знаменитого Бородинского поля. Лагерь рассчитан на 1260 детей в возрасте от 9 до 15 лет, объём привлечённых инвестиций составил около 3,2 млрд рублей. Изначально планировалось, что управлять комплексом будет австрийская компания Vienna International, с которой в октябре 2012 года Ханукаев подписал соглашение о сотрудничестве, однако позже в прессе появились сообщения о выходе компании из дела. В 2014 году также о своём выходе из проекта сообщил Филипп Бахтин.
Проект был поддержан государственным Агентством стратегических инициатив, поскольку решал важную государственную социальную задачу. В результате сотрудничества Агентством были внесены предложения по изменению нормативно-правовой базы, касающейся организации отдыха и оздоровления детей во время каникул. Положительно о деятельности организации отозвалась заместитель председателя Правительства Ольга Голодец: «Мы ожидаем реализацию большого проекта со стороны частного бизнеса. Я надеюсь, что в июне мы откроем первую часть проекта «Страна детей», который в течение нескольких лет выстраивал свои отношения на основе частно-государственного партнёрства».
В планах компании создание к 2018 году 25 масштабных лагерей в различных регионах России.

## Суды
В период активной бизнес деятельности Леонид Ханукаев основатель проекта участвовал во многих судебных разбирательствах в качестве ответчика.
«В марте 2013 года я узнал о начале строительства в Московской области девелоперского проекта, – писал в своём заявлении в правоохранительные органы генеральный директор ЗАО МТС Василий Хоманов. – У меня состоялась встреча, в ходе которой Ханукаев Л.Я. предложил начать сотрудничество с подконтрольной ему организацией ООО «Поле Сервис» в части поставок строительных материалов». Как писал Хоманов, его компания отгрузила цемент, песок, арматуру, щебень и бетон на общую сумму более чем 153 млн рублей. Однако оплату за них так и не получила. Хуже того – со стройплощадки исчезла предоставленная ЗАО МТС строительная техника – четыре бетоносмесителя общей стоимостью почти 11 млн рублей. В связи с этим Хоманов просил возбудить уголовное дело по факту мошенничества. «Гр-н Ханукаев Л.Я. неоднократно озвучивал в ходе переговоров, что ООО «Поле Сервис» было создано им с целью централизации договорной работы с возможностью дальнейшего оставления компании с накопленной кредиторской задолженностью», – подчёркивалось в заявлении.
Полиция приступила к проверке. В ходе неё были опрошены руководители двух других компаний, также приглашённых Ханукаевым участвовать в строительстве лагеря. Как указывал в своём постановлении следователь Управления экономической безопасности и противодействия коррупции ГУ МВД России по г. Москве Азиев, директор ОАО «Автобаза Ильинское» Владимир Вещиков рассказал, что по условиям договора осуществил земляные работы на сумму 18 млн рублей, но деньги так и не получил. Правда, арбитражный суд вынес решение о взыскании долга, однако Решением Арбитражного суда города Москвы от 08.02.2016г. должник ООО «Поле Сервис» (ИНН 7743640405, ОГРН 5077746677949) признан несостоятельным (банкротом), активы ООО «Поле Сервис» выведены. Похожую историю рассказал и директор ООО «Уваровская ПМК-22», строившего дорогу к будущей «Стране детей». На прокладку дороги предприятия потратило из своих средств более 4 млн рублей, получить которые, несмотря на имеющееся судебное решение, также невозможно.

## Пресса
15 октября 2015 выходит статья "Ликвидация «Страны детей», где специальный корреспондент «Медузы» Илья Жегулев рассказывает, почему развалился проект детского лагеря, который поддерживали высокопоставленные российские чиновники.
Статья  «Страна детей кидает по-взрослому» в газете "Наша версия".  Утверждается, что Леонид Ханукаев оставил Московскую область без детского лагеря,  и грандиозный проект рухнул, похоронив под собой сотни миллионов рублей чужих денег.